# Eyvind Johnson
Pour les articles homonymes, voir Johnson.
 (août 2019).
Si vous disposez d'ouvrages ou d'articles de référence ou si vous connaissez des sites web de qualité traitant du thème abordé ici, merci de compléter l'article en donnant les références utiles à sa vérifiabilité et en les liant à la section « Notes et références ».
Eyvind Johnson (Olof Edvin Verner Jonsson selon l'état-civil), né le 29 juillet 1900 et mort le 25 août 1976, est un écrivain suédois. Il a reçu le prix Nobel de littérature en 1974, partagé avec Harry Martinson, ce qui fit l'objet d'une controverse dans la mesure où il était, comme son confrère, membre de l'Académie suédoise décernant le prix, et qu'étaient pressentis comme possibles lauréats Vladimir Nabokov, Saul Bellow, Graham Greene ou Jorge Luis Borges.

## Biographie
Il est né à Svartbjörnsbyn, un hameau de la commune de Boden, dans une famille pauvre. Son père, originaire du Värmland, était venu dans le Norrland travailler sur des chantiers ferroviaires, et sa mère venait du Blekinge. Vu les conditions précaires où vivent ses parents, il est placé, à l'âge de 4 ans en famille d'accueil. Il fréquente une école de village jusqu'à ses 13 ans, c'est la seule formation qu'il recevra jamais.
Eyvind Johnson commence à travailler à 14 ans, comme flotteur de bois, ouvrier dans une scierie, puis ouvreur de cinéma. Il rejoint en 1917 le mouvement syndical, devient militant socialiste à plein temps, s'installe en 1919 à Stockholm.
De 1921 à 1923, il s'établit à Berlin puis à Paris où il vit de maigres revenus tirés de deux journaux socialistes. En 1924, il publie un premier recueil de nouvelles : Les Quatre Étrangers puis un roman aux accents anti-capitalistes l'année suivante : Timans et la justice. Peu après, il revient en France. De 1926 à 1930, Johnson habite à Saint-Leu-la-Forêt dans un modeste immeuble. Son fils, Tor, qui deviendra photographe d'art, naît à Saint-Leu en 1927. Une plaque commémorative est posée au numéro 2 de la rue de Boissy.
Johnson écrit en France les romans Ville des ténèbres en 1927 qui évoque son lieu de naissance et Lettres recommandées en 1928 dont l'intrigue se déroule à Paris. De la période française, on décèle les influences de Marcel Proust et d'André Gide. Commentaires sur la chute d'une étoile (1929) est marqué, quant à lui, par l'empreinte du monologue intérieur et de James Joyce. Ses ouvrages postérieurs trahissent l'influence de Knut Hamsun.
L'œuvre de Johnson, tentée par plusieurs recherches novatrices sur le plan de la narration et du langage, mêle la dénonciation des avanies et des injustices du temps à une inébranlable confiance dans le progrès social et le renouvellement de l'âme humaine. Cet optimisme est par ailleurs impulsé par ses convictions d'homme de gauche. Ses ouvrages, ses réflexions et ses raisonnements ont fait de lui une instance morale et une conscience en éveil devant les évènements de son époque. Bobinack (1932) tente de concilier la critique sociale d'inspiration utopique et marxiste, puis l'expression d'une foi profonde en l'homme. En effet, l'auteur croit en une introspection bénéfique et une renaissance salvatrice des forces primitives de l'humanité. Ces idéaux, teintés de freudisme, s'inspirent de l'œuvre de Sherwood Anderson. Dans Le Roman d'Olof  (1934-1937) publié en un volume en 1945, il se consacre à un genre plus autobiographique après deux nouveaux recueils de nouvelles.
Dans les années 1930 et années 1940, il prend parti contre les dictatures et toutes les formes d'oppression politique, soutenant par exemple les revendications indépendantistes de la Finlande. Par le biais de sa trilogie romanesque Krilon (1941-1943), il critique ouvertement la politique de neutralité suédoise durant la Seconde Guerre mondiale. L'auteur signe ensuite Heureux Ulysse en 1946 qui parodie, dans une langue irrévérencieuse, le poème d'Homère.
Récit romantique (1953) et La Marche du temps (1955) esquissent une nouvelle série de récits autobiographiques. Avec De roses et de feu (1949), Johnson tisse une trame historique qu'il enrichit par plusieurs correspondances avec le XXe siècle. Le roman, qui traite du retour du guerrier (autre thème homérique), fait écho à l'après-guerre et aux méthodes communistes employées à l'Est sous le truchement de procès en sorcellerie au XVIIe siècle. La verve ironique de l'écrivain trouve ensuite son expression la plus aboutie dans Le Temps de Sa Grâce (1960), description de la tyrannie dans laquelle est plongée l'Europe sous Charlemagne.
En 1973, l'auteur mêle, dans Quelques pas vers le silence, le présent et plusieurs passés dont il tire une réflexion sur les temps actuels et la violence qui en découle.
Devenu un artiste populaire pour son engagement et son humanisme, il avait été élu à l'Académie suédoise en 1957, au fauteuil n° 11 laissé vacant par Nils Ahnlund. En 1974, il reçoit, en compagnie du poète Harry Martinson, le prix Nobel de littérature pour « son art de la narration qui traverse les terres et les âges pour se mettre au service de la liberté. ». La récompense divise néanmoins l'opinion et excède l'intelligentsia suédoise qui lui reproche son idéologie prolétarienne.
Il meurt deux ans plus tard à Stockholm suivi par son épouse en 2002.
En suédois, il a notamment traduit les ouvrages de Gustave Flaubert, Anatole France, Jules Verne, Albert Camus et Jean-Paul Sartre.

## Œuvres

### Romans

#### Trilogie du Krilon (Microbe)
1. Grupp Krilon (1941)
2. Krilons resa (1942)
3. Krilon själv (1943)

#### Autres romans
- Timans och rättfärdigheten (1925) Publié en français sous les titre Monsieur Teinan et la justice, éditions Simon Kra, 1925
- Stad i mörker (1927) Publié en français sous les titre Ville dans l'obscurité, éditions Simon Kra, 1927
- Stad i ljus (1928) Publié en français sous les titre Lettre recommandée, éditions Simon Kra, 1927
- Minnas (1928)
- Kommentar till ett stjärnfall (1929)
- Avsked till Hamlet (1930)
- Bobinack (1932)
- Regn i gryningen (1933)
- Nattövning (1938)
- Soldatens återkomst (1940)
- Strändernas svall (1946), adapté pour la scène en 1948 Publié en français sous le titre Heureux Ulysse, Paris, Gallimard, coll. « Du monde entier », 1950 (BNF 32286792)
- Drömmar om rosor och eld (1949) Publié en français sous le titre De roses et de feu, Paris, Stock, 1956 (BNF 32286790)
- Lägg undan solen (1951) Publié en français sous le titre Écartez le soleil, Manya, coll. « Horizons nouveaux » no 5, 1992  (ISBN 2-87896-038-6)
- Romantisk berättelse (1953)
- Tidens gång (1955)
- Molnen över Metapontion (1957) Publié en français sous le titre Les Nuages de Métaponte, Lausanne, Esprit ouvert, coll. « Littérature étrangère », 1995  (ISBN 2-88329-030-X)
- Hans nådes tid (1960) Publié en français sous le titre Le Temps et Sa Grâce, Lausanne, Esprit ouvert, 2000  (ISBN 2-88329-047-4)
- Livsdagen lång (1964)
- Favel ensam (1968)
- Några steg mot tystnaden (1973)
- Herr Clerk vår mästare (1998), nouvelle version du roman Minnas paru en 1928

### Récits autobiographiques

#### Cycle duRoman  d'Olof(Romanen om Olof)
1. Nu var det 1914 (1934)
2. Här har du ditt liv! (1935)
3. Se dig inte om! (1936)
4. Slutspel i ungdomen (1937) Publication des quatre partie en français sous le titre Olof, Paris, Delamain et Boutelleau, 1944 (BNF 32286794) ; réédition sous le titre Le Roman d'Olof, Paris, Stock, coll. « Le Cabinet cosmopolite », 1974  (ISBN 2-234-00207-9) ; réédition, Paris, Stock, coll. « Bibliothèque cosmopolite » no 81, 1987  (ISBN 2-234-02037-9)

### Recueils de nouvelles
- De fyra främlingarna (1924) Publié en français en deux volumes sous les titre Les Quatre Étrangers, éditions Simon Kra, 1924
- Natten är här (1932)
- Än en gång, kapten! (1934)
- Den trygga världen (1940)
- Sju liv (1944)
- Pan mot Sparta (1946) Publié en français en deux volumes sous les titres Dolorosa, Marseille, Éditions Agone / Montréal, Éditions Comeau & Nadeau, coll. « Marginales », 2000  (ISBN 2-910846-31-8) et Le Nouveau Spartiate, Marseille, Éditions Agone / Montréal, Éditions Comeau & Nadeau, coll. « Marginales », 2000  (ISBN 2-910846-36-9)
- Olibrius och gestalterna (1986), publication posthume

### Journaux et carnets de voyage
- Dagbok från Schweiz (1949)
- Vinterresa i Norrbotten (1955)
- Vägar över Metaponto (1959)
- Spår förbi Kolonos (1961)
- Stunder, vågor (1965)
- Resa i hösten 1921 (1973)